# Internaționala
Internaționala (L'Internationale în limba franceză) este cel mai cunoscut cântec socialist (folosit în egală măsură și de anarhiști și comuniști), și unul dintre cele mai cunoscute cântece din întreaga lume. Versurile originale în limba franceză au fost scrise în 1870 de Eugène Pottier (1816–1887), (care a fost mai târziu membru al Comunei din Paris). Inițial, versurile trebuiau să fie cântate pe melodia binecunoscutului cântec revoluționar La Marseillaise. Pierre Degeyter (1848–1932) a pus versurile pe muzică în 1888, melodia devenind în scurtă vreme foarte cunoscută. 
Internaționala a devenit imnul mișcării revoluționare socialiste internaționale. Refrenul:
C'est la lutte finale
Groupons-nous et demain
L'Internationale
Sera le genre humain.
(în versiunea românească: 
Hai la lupta cea mare
Rob cu rob să ne unim
Și internaționala
Prin noi să o făurim.)
ilustrează cel mai bine esența idealului umanitar socialist. În mod tradițional, Internaționala era cântată cu mâna dreaptă ridicată și cu pumnul strâns în semn de salut. 
Versiunea în limba rusă a fost făcută prima oară în 1902 de Arkadi Iakovlevici Kots și a fost tipărită la Londra în ziarul emigrației ruse Жизн (Viața). Această versiune avea numai trei strofe, față de cele șase ale versiunii originale franțuzești. Mai târziu, versiunea în limba rusă a fost extinsă și modificată. 
În numeroase țări europene, Internaționala a fost declarată ilegală la începutul secolului al XX-lea, datorită versurilor pe care autoritățile le considerau antiguvernamentale și a îndemnurilor la revoluție. În Suedia, strofa a 5-a a fost cenzurată în timpul celui de-al doilea război mondial. 
Internaționala este cântată nu numai de comuniști, dar și de socialiștii sau social-democrații din multe țări. A fost de asemenea cântată și de studenții și muncitorii care demonstrau în timpul protestelor din Piața Tiananmen din 1989 din China. 
În romanul Ferma animalelor a lui George Orwell, Internaționala este parodiată de imnul Beasts of England.

## Versurile originale
Debout, les damnés de la terre

Debout, les forçats de la faim

La raison tonne en son cratère

C'est l'éruption de la fin

Du passé faisons table rase

Foules, esclaves, debout, debout

Le monde va changer de base

Nous ne sommes rien, soyons tout

  C'est la lutte finale

  Groupons-nous, et demain

  L'Internationale

  Sera le genre humain :

Il n'est pas de sauveurs suprêmes

Ni Dieu, ni César, ni tribun

Producteurs, sauvons-nous nous-mêmes

Décrétons le salut commun

Pour que le voleur rende gorge

Pour tirer l'esprit du cachot

Soufflons nous-mêmes notre forge

Battons le fer quand il est chaud

  C'est la lutte finale

  Groupons-nous, et demain

  L'Internationale

  Sera le genre humain 

L'état comprime et la loi triche

L'impôt saigne le malheureux

Nul devoir ne s'impose au riche

Le droit du pauvre est un mot creux

C'est assez, languir en tutelle

L'égalité veut d'autres lois

Pas de droits sans devoirs dit-elle

Egaux, pas de devoirs sans droits

  C'est la lutte finale

  Groupons-nous, et demain

  L'Internationale

  Sera le genre humain :

Hideux dans leur apothéose

Les rois de la mine et du rail

Ont-ils jamais fait autre chose

Que dévaliser le travail

Dans les coffres-forts de la bande

Ce qu'il a créé s'est fondu

En décrétant qu'on le lui rende

Le peuple ne veut que son dû.

  C'est la lutte finale

  Groupons-nous, et demain

  L'Internationale

  Sera le genre humain :

Les rois nous saoulaient de fumées

Paix entre nous, guerre aux tyrans

Appliquons la grève aux armées

Crosse en l'air, et rompons les rangs

S'ils s'obstinent, ces cannibales

A faire de nous des héros

Ils sauront bientôt que nos balles

Sont pour nos propres généraux

  C'est la lutte finale

  Groupons-nous, et demain

  L'Internationale

  Sera le genre humain :

Ouvriers, paysans, nous sommes

Le grand parti des travailleurs

La terre n'appartient qu'aux hommes

L'oisif ira loger ailleurs

Combien, de nos chairs se repaissent

Mais si les corbeaux, les vautours

Un de ces matins disparaissent

Le soleil brillera toujours.

  C'est la lutte finale

  Groupons-nous, et demain

  L'Internationale

  Sera le genre humain :

## Versiunea în limba română
Sculați, voi oropsiți ai vieții,

Voi, osîndiți la foame, sus! 

Să fiarbă-n inimi răzvrătirea, 

Să-nceapă al lumii vechi apus! 

Sfîrșiți odată cu trecutul negru, 

Sculați, popor de osîndiți! 

Azi nu sînteți nimic în lume, 

Luptați ca totul voi să fiți! 

  Hai la lupta cea mare, 

  Rob cu rob să ne unim, 

  Internaționala

  Prin noi s-o făurim! 

Sculați, nu-i nici o mîntuire
 
În regi, ciocoi sau dumnezei! 

Unire, muncitori, unire, 

Și lumea va scăpa de ei! 

Prea mult ne-au despuiat tîlharii 

Ce-n lume, lux, desfrîu se scald: 

Să ne unim toți proletarii, 

Să batem fierul cît e cald! 

  Hai la lupta cea mare, 

  Rob cu rob să ne unim, 

  Internaționala

  Prin noi s-o făurim! 

Țărani și muncitori, noi sîntem 

Partidul, mare muncitor! 

Pămîntul este-al celor harnici, 

Cei leneși plece unde vor! 

Cînd vulturi lacomi, corbi de pradă, 

N-or mai pluti nori negri-n vînt, 

Pe cer luci-va-ntotdeauna 

Al înfrățirii soare sfînt. 

  Hai la lupta cea mare, 

  Rob cu rob să ne unim, 

  Internaționala

  Prin noi s-o făurim! 

Varianta în limba română a „Internaționalei” a fost realizată și publicată în 1907 de avocatul-poet C. Z. Buzdugan, născut în satul Coasta Lupei, Galați, membru marcant al mișcării socialiste din România.